# Miège
Miège (tyska: Miesen, frankoprovensalska: Mièjo) är en ort i kommunen Noble-Contrée i kantonen Valais, Schweiz. Orten var före den 1 januari 2021 en egen kommun, men slogs då samman med kommunerna Venthône och Veyras till den nya kommunen Noble-Contrée.